# Древс, Берта
Берта Хелена Древс (нем. Berta Helene Drews; 19 ноября 1901[…], Темпельхоф — 10 апреля 1987[…], Западный Берлин) — немецкая актриса. Супруга актёра Генриха Георге, мать актёра Гёца Георге.

## Биография
Берта Древс хотела стать оперной певицей, но из-за проблем с голосом пошла в актрисы и училась в актёрской школе Макса Рейнхардта при Немецком театре. В 1925 году получила приглашение в театр Штутгарта, а в 1926—1930 годах служила в Мюнхенском камерном театре. В 1930 году вернулась в Берлин и работала поначалу в театре «Фольксбюне», затем с 1933 года — в Прусском государственном театре, а в 1938—1945 годах состояла в труппе берлинского театра имени Шиллера, художественным руководителем которого с 1937 года был её супруг, Генрих Георге. Вместе с ним Берта Древс снялась в пропагандистской ленте Ханса Штайнхофа «Юный гитлеровец Квекс».
В браке с Генрихом Георге Древс родила сыновей Яна и Гёца, который стал актёром.
По окончании войны до 1949 года служила в берлинском театре имени Хеббеля, в 1951 году вернулась на сцену театра имени Шиллера. Наряду с работой в театре снималась в кино, в частности, в фильме «Анастасия, последняя царская дочь» Фалька Харнака (1956). В экранизации романа «Жестяной барабан» Фолькера Шлёндорфа Берте Древс досталась роль бабушки Оскара Мацерата. Древс написала биографию мужа, в 1986 году выпустила автобиографию «Куда путь держишь?». Древс также работала на озвучивании фильмов. После смерти Древс её прах был развеян над морем.

## Фильмография
- 1933: Schleppzug M 17
- 1933: Юный гитлеровец Квекс — Hitlerjunge Quex
- 1936: Der Kaiser von Kalifornien
- 1937: Urlaub auf Ehrenwort
- 1939: Alarm auf Station III
- 1941: Über alles in der Welt
- 1941: Возвращение домой / Heimkehr
- 1942: Der große Schatten
- 1949: Mädchen hinter Gittern
- 1950: Lockende Gefahr
- 1952: Wenn abends die Heide träumt
- 1953: Ave Maria
- 1955: Ein Mann vergißt die Liebe
- 1955: Ciske — Ein Kind braucht Liebe
- 1955: Suchkind 312
- 1956: Der Bauer vom Brucknerhof / Mein Bruder Josua
- 1956: Анастасия, последняя царская дочь / Anastasia, die letzte Zarentochter
- 1958: Это случилось средь бела дня / Es geschah am hellichten Tag
- 1958: Das Mädchen vom Moorhof
- 1958: Поликушка / Polikuschka — жена столяра, крёстная Акулины
- 1959: Kriegsgericht
- 1959: Jons und Erdme
- 1960: Die Fastnachtsbeichte
- 1961: Zu jung für die Liebe?
- 1961: Unser Haus in Kamerun
- 1961: Ich kann nicht länger schweigen
- 1962: Das Mädchen und der Staatsanwalt
- 1962: Frauenarzt Dr. Sibelius
- 1962—1965: Jedermannstraße
- 1964: Nebelmörder
- 1969: Auf Sch…ßer schießt man nicht
- 1970: Der Kommissar
- 1972: Der Kommissar
- 1974: Einer von uns beiden
- 1979: Жестяной барабан / Die Blechtrommel